# Monographie des Rumex
Monographie des Rumex (abreviado Monogr. Rumex) es un libro con ilustraciones y descripciones botánicas que fue escrito por el médico, psiquiatra y botánico español Francisco Campderá y Camin y publicado en el año 1819 con el nombre de Monographie des Rumex, précédée de quelques vues générales sur la famille des polygonées.